# The X-Files: Resist or Serve
The X-Files: Resist or Serve is een survival horrorcomputerspel voor PlayStation 2 uitgebracht in 2004 door Sierra Entertainment en Vivendi Universal Games en ontwikkeld door Black Ops Entertainment. Het spel is gebaseerd op de televisiereeks The X-Files.

## Verhaal
Fox Mulder en Dana Scully onderzoeken de vreemde en onverklaarbare moorden in een klein dorpje in de Rocky Mountains. Volgens de bewoners werden er geesten, zombies en buitenaardse wezens gespot. Mulder en Scully vinden in Siberië een half ingegraven buitenaards ruimteschip en achterhalen dat de buitenaardse levensvorm de aarde wil veroveren en koloniseren.
In het spel komen ook locaties voor die in de serie te zien zijn, zoals het FBI kantoor, Mulder zijn appartement en het Russische kamp waar Mulder en Alex Krycek enige tijd hebben gezeten. Andere personages in het spel zijn Walter Skinner, Alvin Kersh, The Lone Gunmen, Marita Covarrubias en Cigarette Smoking Man.

## Productie
Het spel gebruikt het originele muziekthema dat ook in de reeks te horen is. De stemmen van Mulder en Dana worden ingesproken door de oorspronkelijke acteurs, respectievelijk David Duchovny en Gillian Anderson. Verder bevat het spel nog een "behind the scenes" met een korte documentaire hoe het spel werd gemaakt.

## Ontvangst
| Beoordeeld door | Score  |
| --------------- | ------ |
| Gameranking     | 66.29% |
| MetaCritics     | 67/100 |
| Game Informer   | 6.5/10 |
| GameSpot        | 7.6/10 |
| GameSpy         | 3/5    |
| GameZone        | 5/10   |
| IGN             | 6.7/10 |
| OPM             | 2.5/5  |
| XPlay           | 2/5    |
| The Times       | 3.5    |

Over het algemeen werden het verhaal, acteerwerk en personages goed onthaald.  Als negatief worden de steeds herhalende gevechten en soms moeilijke puzzels beschouwd. IGN vond het gebruik van zombies een slechte keuze.